# 伏毛绣线菊
伏毛绣线菊（学名：Spiraea teniana）为蔷薇科绣线菊属下的一个种。

## 扩展阅读
- 維基物種上的相關：伏毛绣线菊